# Christoph Schäublin
Christoph Schäublin (* 4. März 1941 in Basel) ist ein Schweizer Altphilologe.

## Leben
Christoph Schäublin studierte Klassische Philologie an der Universität Basel, wo er 1967 bei Bernhard Wyss promoviert und 1973 habilitiert wurde. In seiner Studienzeit trat er dem Schweizerischen Zofingerverein bei. Anschliessend lehrte er als Privatdozent, seit 1979 als ausserordentlicher Professor an der Universität Basel. 1982 wechselte er an die Universität Bern auf den Lehrstuhl für Lateinische Philologie. 1995 wurde er zum Rektor der Universität gewählt. Dieses Amt übte er bis zu seiner Emeritierung (2005) aus, seit 1997 hauptamtlich.
Christoph Schäublin beschäftigt sich hauptsächlich mit der lateinischen Literatur der Antike. Er behandelt gleichermassen pagane wie christliche Autoren und ist Spezialist für römische und christliche Religion.